# Louise Marguerite de Lorena
Louise Marguerite de Lorena (1588 – 30 aprilie 1631) a fost fiica Ducelui Henri de Guise și membru al Casei de Lorena. Ea s-a căsătorit cu François de Bourbon devenind Prințesă Conti.  

## Biografie
Louise Marguerite s-a născut la Château de Blois, în afara Parisului. A fost al 13-lea copil din cei 14 ai Ducelui Henri de Lorena și ai Catherinei de Cleves. Fratele ei Claude, Duce de Chevreuse a fost soțul Mariei de Rohan, o renumită intrigantă de la Curtea Franței. Fratele ei cel mare, Charles, a fost ultimul Duce de Guise după moartea tatălui lor în 1588. 
A fost numită după cele două nașe; Louise în onoarea Louisei de Lorena, soția lui Henric al III-lea al Franței și Marguerite în onoarea Margueritei de Valois, prima soție a regelui Henric al IV-lea al Franței. A crescut în grija mamei și a bunicii paterne, Anna d'Este.
Louise Marguerite a fost considerată o mare frumusețe la Curte. A fost iubita lui Henric al IV-lea al Franței, viitorul ei văr prin căsătorie.
Soțul ei a fost François de Bourbon, Prinț de Conti. El era fiul lui Louis de Bourbon, Prinț de Condé și a soției acestuia, Eléanor de Roucy de Roye. François era văduv după ce își pierduse prima soție, Jeanne de Coësmes, în 1601; căsătoria a rămas fără copii în ciuda mariajului de 20 de ani.
Cuplul s-a căsătorit la Château de Meudon, în afara Parisului, la 24 iulie 1605. S-a spus că Henric al IV-lea, inițiatorul căsătoriei, voia să se căsătorească el însuși cu ea, însă acest lucru era improbabil ea făcându-și apariția la Curte când Henric al IV-lea era deja îndrăgostit de Gabrielle d'Estrées. 
La 8 mai 1610, Prințesa de Conti a născut la Palatul Luvru o fiică, botezată Marie. Copilul a murit la 12 zile după naștere și a fost înmormântată la biserica Saint-Germain-des-Prés.
Decesul lui François la 2 august 1614 a lăsat-o pe Louise Marguerite văduvă la 26 de ani. Cu mare zel ea s-a dedicat studiului literaturii și a devenit patroană a marilor scriitori ai vremii, inclusiv François de Malherbe, Nicolas Renouard și Blaise de Vigenère.
A fost doamnă de onoare pentru Maria de Medici ca și pentru Anna de Austria.
Mai târziu ea s-a căsătorit cu François de Bassompierre intr-o ceremonie secretă. S-a spus că ei au avut un copil însă nu există dovezi. Căsătorindu-se cu Bassompierre, ei au trăit în dizgrație, Louise Marguerite murind la Château d'Eu.